# Grodzisk Mazowiecki
Grodzisk Mazowiecki (do roku 1928 Grodzisk) je město v Polsku v Mazovském vojvodství v okrese Grodzisk Mazowiecki, sídlo gminy Grodzisk Mazowiecki. Rozkládá se na Łowiczsko-błońské planině. Přípona „Mazowiecki“ město odlišuje od starého města Grodzisk Wielkopolski na západě Polska. K 1. lednu 2024 zde žilo 34 718 obyvatel.

## Geografie a doprava
Město se skládá ze šesti místních částí: Jordanowice, Łąki, Osiedle Mikołaja Kopernika, Osiedle Tadeusza Bairda, Osiedle Fryderyka Chopina a Kaprys. Západní částí města protéká řeka Mrowna. V letech 1975-1998 město administrativně náleželo do Varšavského vojvodství. Má silniční spojení s Varšavou, vzdálenou 20 km, s Żyrardówem, Błoniem a Mszczonówem, městem vede železniční trať Varšava- Katowice, ústřední železniční magistrála a regionální trať z Varšavy.

## Historie
- 11.–13. století – raně středověké hradiště v Chlebni (původně Chlewnia), zpřístupněno jako archeologická lokalita
- 12. století – vznik vesnice Grodzisk
- 14. století – ves náleží rodině Grodziských, roku 1355 – Tomasz Grodziski založil kostel sv. Tomáše
- 1522 – král Zikmund I. Starý přiznal Grodzisku městská práva
- 1540 – požár města
- 2. pol. 16. století – narodil se zde Grzegorz Knapski, autor polsko-latinského slovníku
- 1623 – majiteli města rodina Mokronoských,
- 1655 – zničení a vylidnění města po švédském útoku,
- 1708 – opětovné zničení města a epidemie cholery
- 1795 – pod ruským záborem,
- 1795–1807 součást Pruska
- 1807 – ve Varšavském knížectví
- 1815 – v Kongresovém Polsku
- 1845 – první železniční spojení s hlavním městem (Varšavsko-vídeňská dráha)
- 1865 – město získal hrabě Henryk Skarbek,
- 1870 – ztráta městských práv,
- 1881 – rozparcelování Jordanowic, otevření první továrny
- 1884 – založení Kliniky vodoléčby dr. Michala Bojasińského, využívali ji mj. Adolf Dygasiński, Miłosz Kotarbiński a Władysław Reymont
- 1915 – opětovné získání městských práv
- 1918 – připojení k Polsku,
- 1927 – zavedeno elektrické železniční spojení s Varšavou (nyní WKD)
- 1928 – město získává současný název,
- 1939–1945 německá okupace, vyhlazení Żidů; celkem 5000 obětí druhé světové války.

## Ekonomika

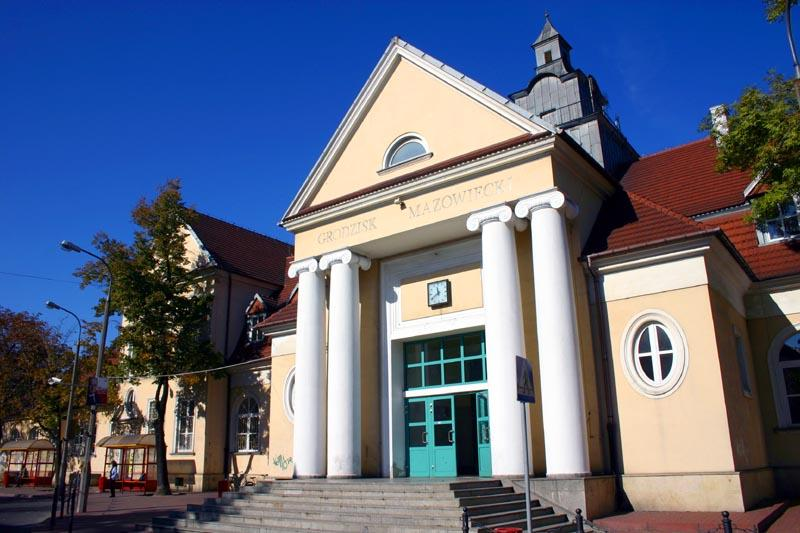
Železniční nádraží

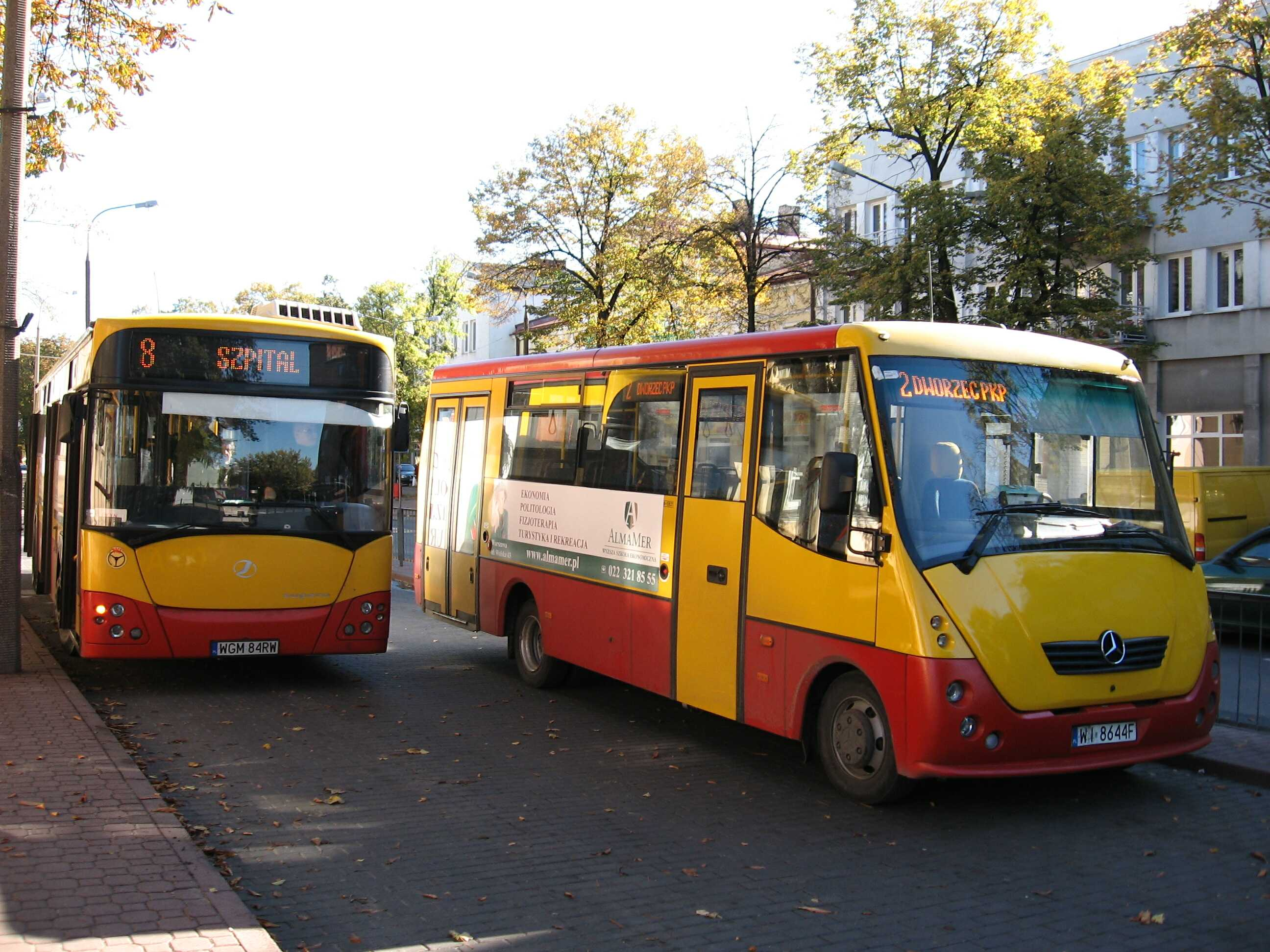
Autobusy PKS pro městskou dopravu

V Grodzisku existuje několik průmyslových firem. Územní plán zakazuje stavbu obchodních center větších než 5000 m², přesto je zde 5 poboček hypermarketů Carrefour Express, Lidl, MarcPol a Biedronka a Jysk.

## Dopravní spojení
Městem vedou dvě vojvodské silnice:
- Vojvodská silnice č. 719 směr Varšava - Pruszków - Żyrardów
- Vojvodská silnice š. 579 směr Kazuń Polski (silnice K7) - Leszno - Błonie - Grodzisk Mazowiecki - Radziejowice

Plánuje se stavba obchvatu sever-jih a západ-východ a také nájezd na dálnici A2 v obci Tłuste (na severním okraji města).
- Autobusové spojení má 10 městských linek, meziměstský spoj s Varšavou a bezplatné autobusové spojení do obchodního centra Janki.
- V železniční stanici zastavují vlaky Kolejí Mazowieckých na trase Varšava - Skierniewice. Plánuje se prodloužení linky S2 do Grodziska.
- Železniční dopravce Warszawska Kolej Dojazdowa zde sídlí a má 4 zastávky:
- Grodzisk Mazowiecki Radońska, Grodzisk Mazowiecki Jordanowice (dříve Muzeum), Grodzisk Mazowiecki Piaskowa, Grodzisk Mazowiecki Okrężna.

## Vzdělání
| Typ zařízení  | Národní školy         | 2. stupeň základních škol | Střední školy a zasadnicze | Vyšší školy |
| ------------- | --------------------- | ------------------------- | -------------------------- | ----------- |
| Počet poboček | 7 (z toho 1 společná) | 4                         | 3                          | 1           |
| Počet žáků    | 2767                  | 1361                      | 2183                       | 146         |

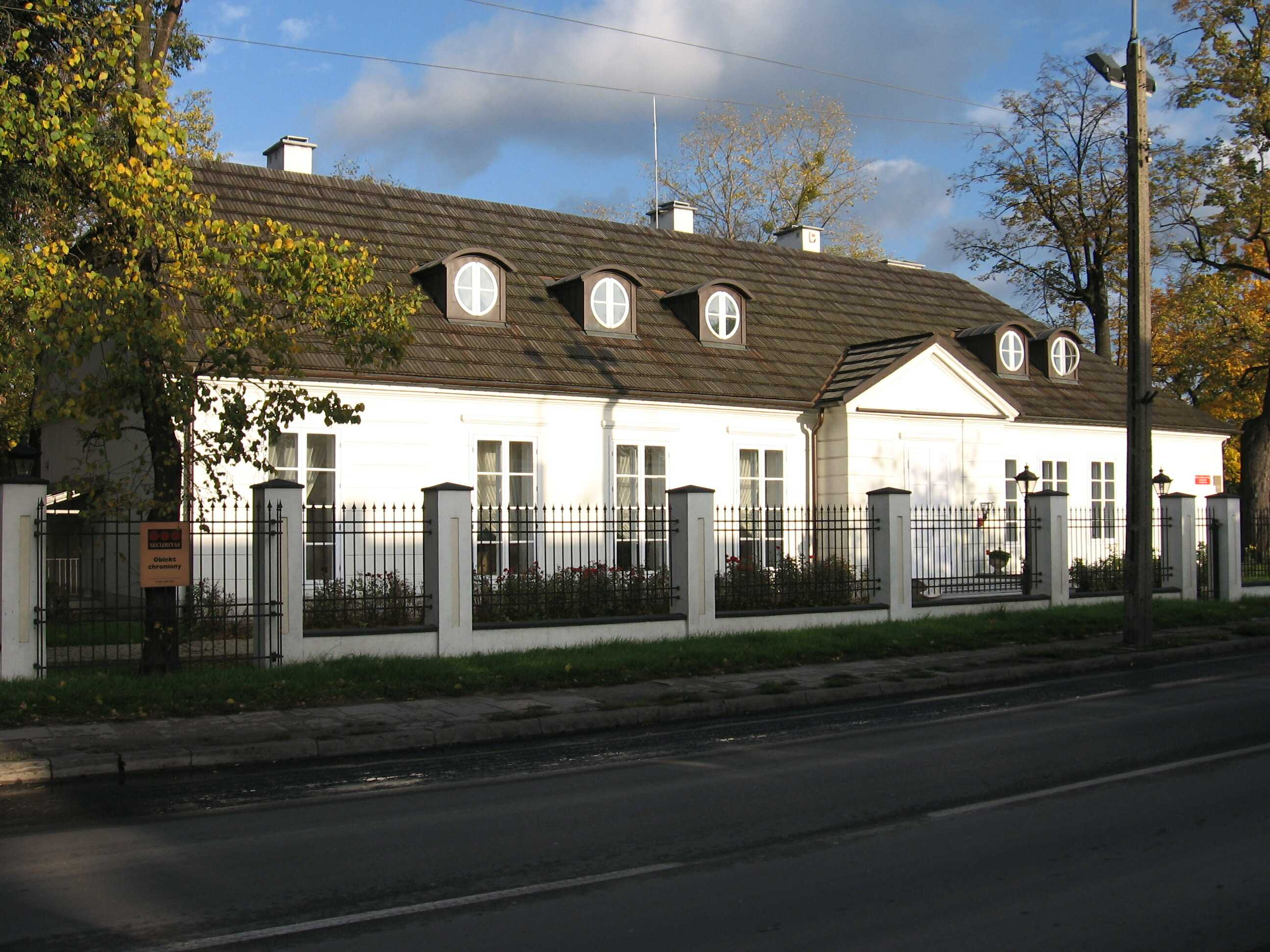
Palác Mokronoských - sídlo hudební školy

Střední školy a učiliště jsou sloučeny ve tři skupiny: Automobilové učiliště - technické gymnázium a učiliště, Sdružení gymnázií s všeobecným vzděláním a učiliště potravinářské, Učiliště ve Sdružení škol H. Szczerkowského. Dále je zde pět veřejných mateřských škol a pět soukromých, devět soukromých jazykových škol. Nachází se tu přednáškový sál Vysoké školy společensko-ekonomické a poradenská střediska Vysoké školy mezinárodních vztahů a amerikanistiky ve Varšavě a koleje Collegium Varsoviensis). Státní hudební škola Tadeusze Bairda vyučuje hře na klavír, housle, violoncello a saxofon. Umělecká škola Publiczne Ognisko Plastyczne Jana Skotnického vyučuje kresbu, malbu, grafiku, keramiku, modelování, koláž, teorii umění a fotografii.

## Náboženství
- římskokatolické:

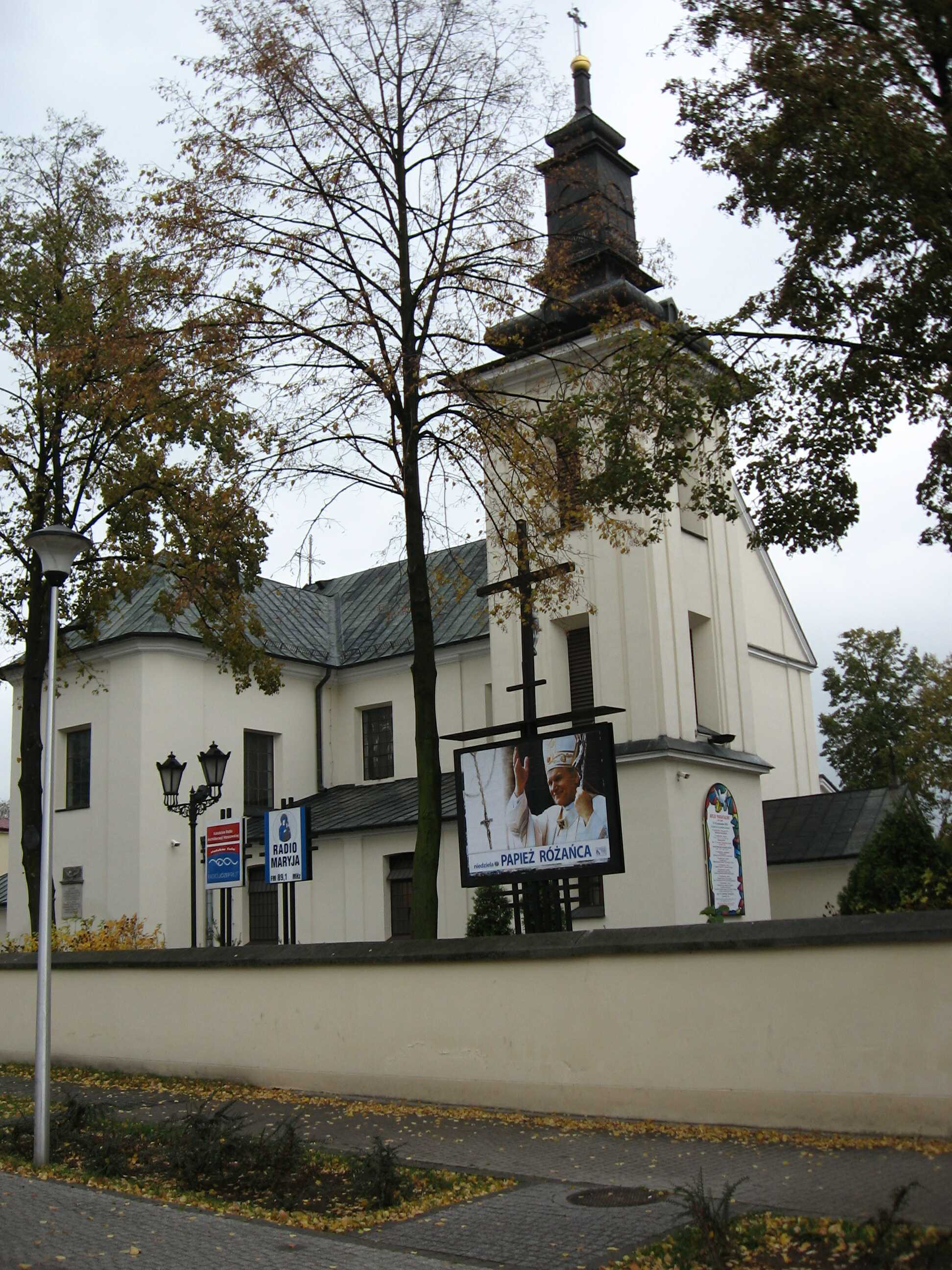
Kostel sv. Anny

  - Kostel Matky Boží Ustavičné pomoci
  - Farní kostel sv. Anny, barokní, založen roku 1687, po druhé světové válce znovu dostavěn; obraz Ukřižování na hlavním oltáři namaloval Filippo Castaldi z Neapole koncem 18. století; s barokní pohřební kaplí Svatého kříže na zrušeném hřbitově
- Starokatolický kostel
- protestantské:
  - Kostelní sbor evangelických křesťanů.
  - Kostel adventistů sedmého dne
- Kostel mariavitů

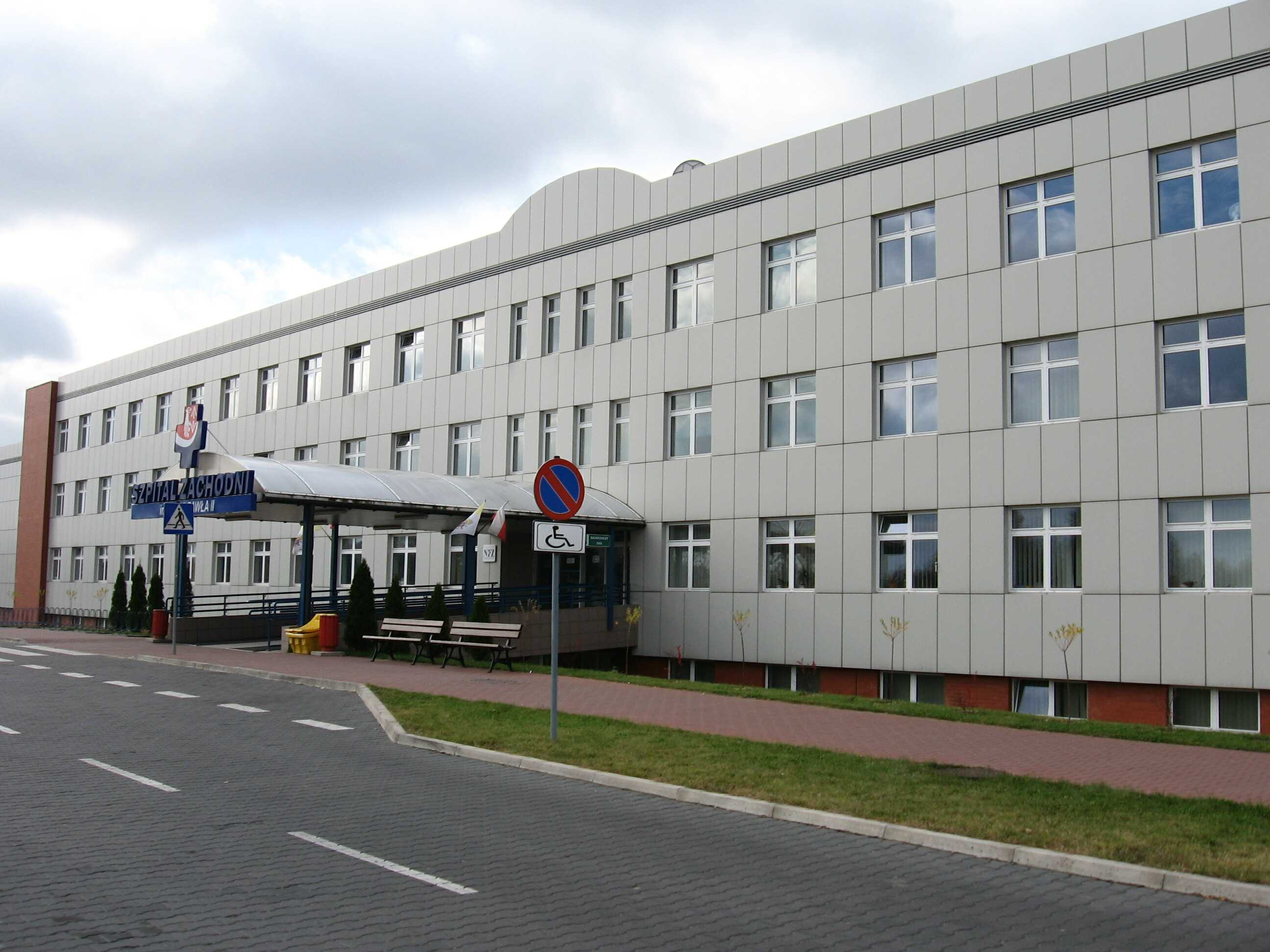
Západní nemocnice

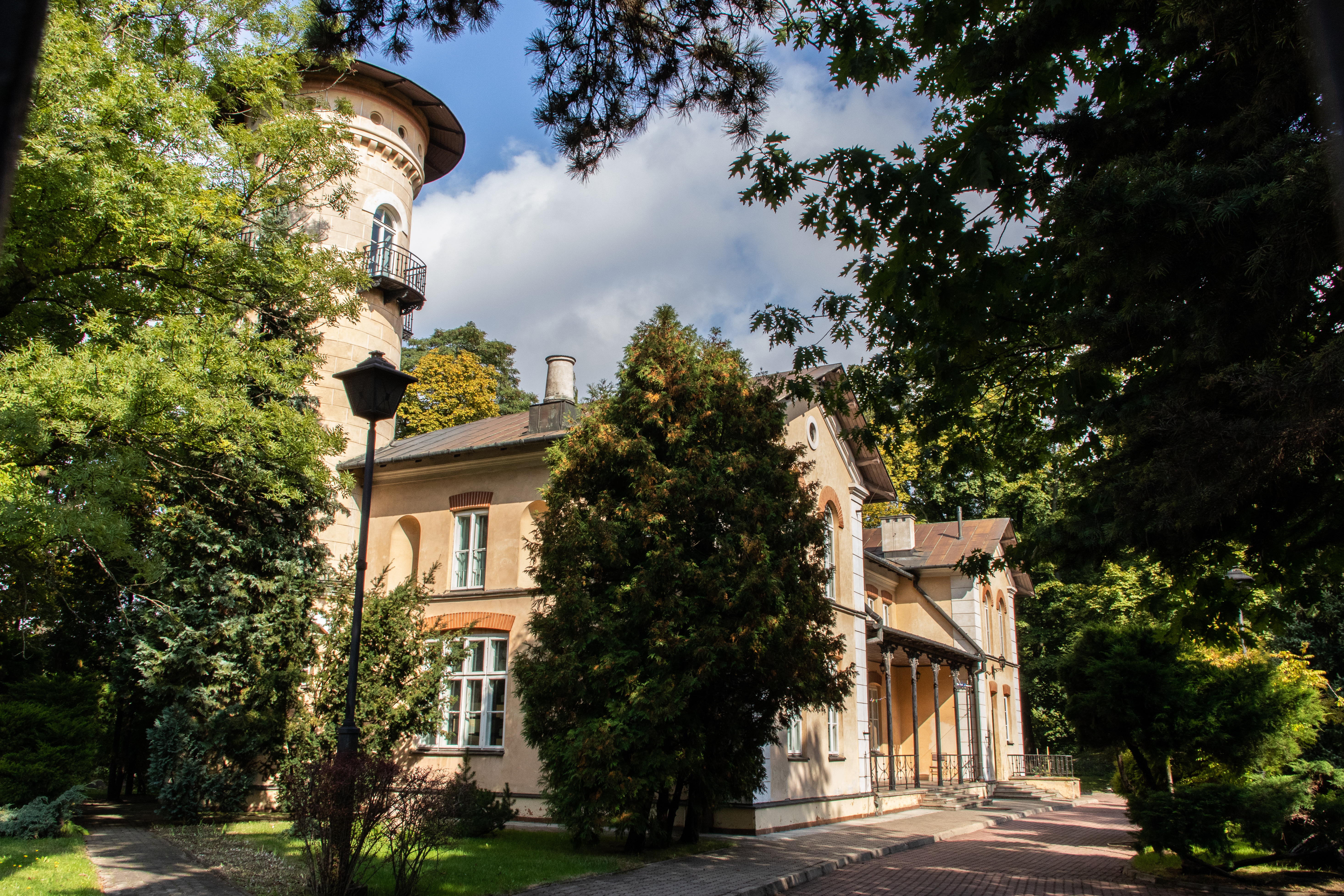
Vila Foksal

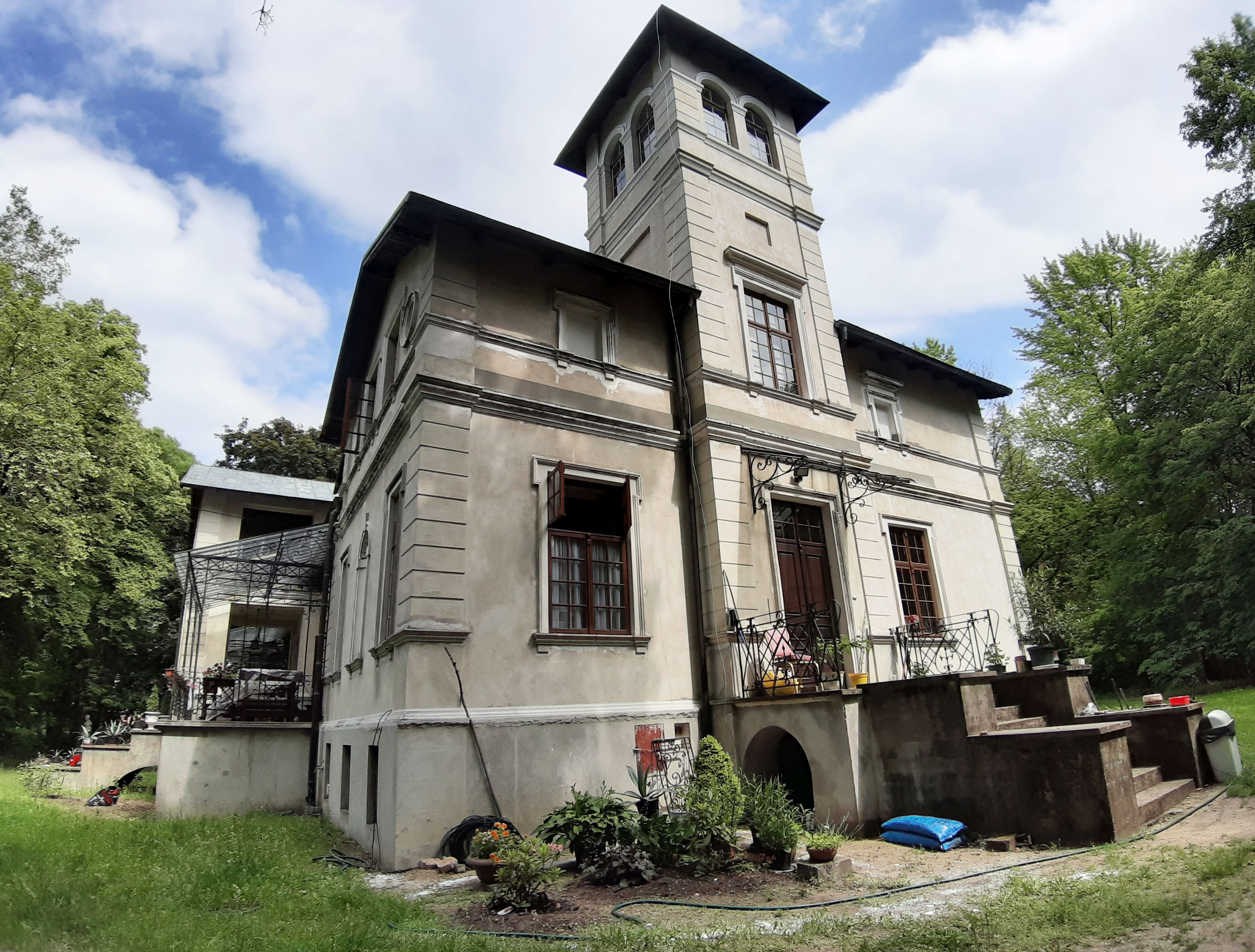
Kaprysova vila

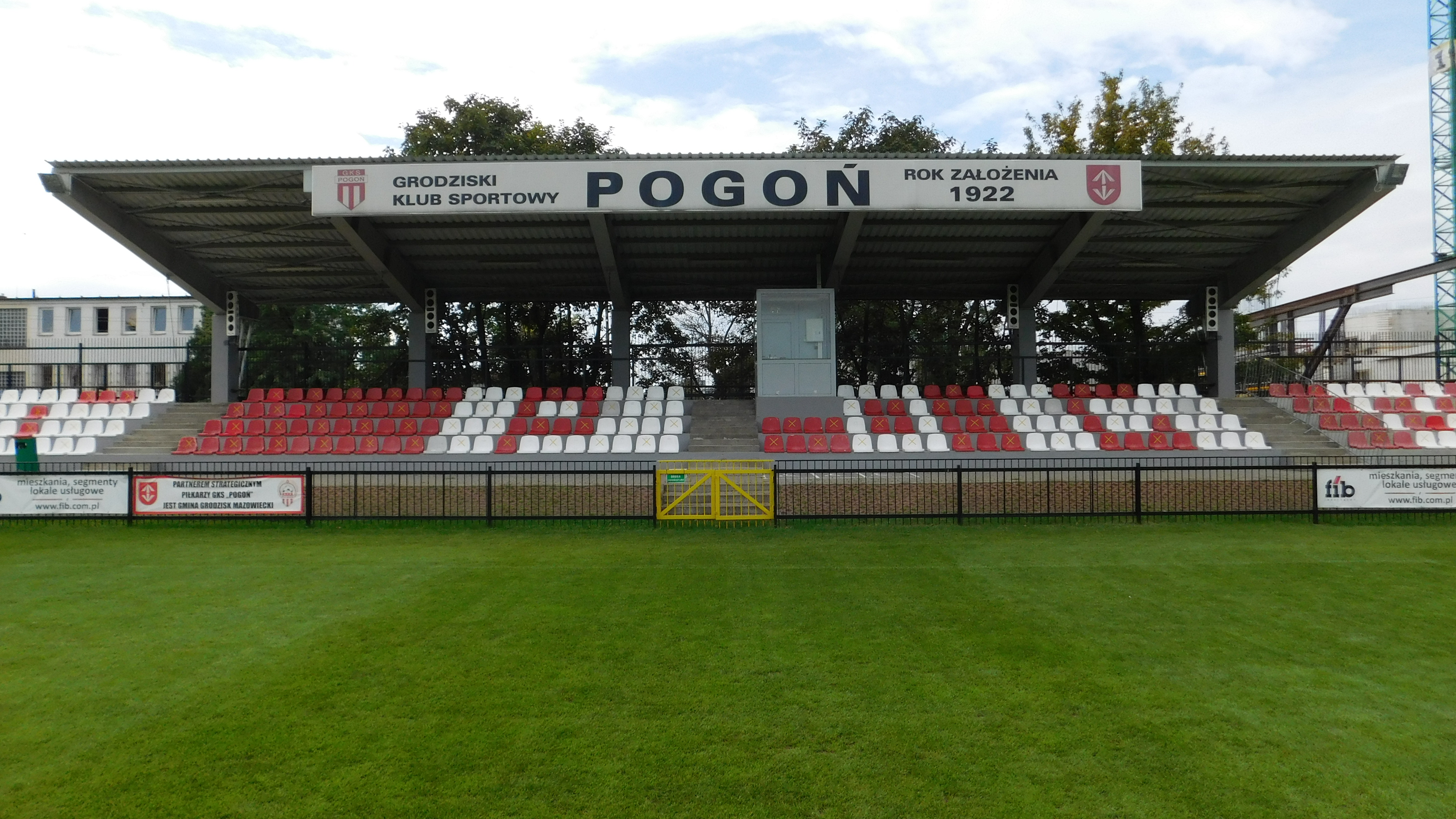
Stadion klubu GKS Pogoń

- Židovská komunita byla centrem chasidské dynastie Grodzhisků (výslovnost v jidiš), narodil se zde Kelman Szapiro (1889–1943), rabín varšavského ghetta. Za druhé světové války byla synagoga zbořena, židé deportování do koncentračních táborů. V roce 2016 se podařilo zachránit zbytky židovského hřbitova před přestavbou na obytný komplex, obnovit vstupní bránu, plot a některé náhrobky.

## Infrastruktura
Na přelomu 19. a 20. století se město stalo známým letoviskem s vilami a budovou vodoléčebné kliniky. V současnosti Grodzisk tento charakter ztrácí, Vznikla moderní sportovní hala (1997), krytý bazén (2000), v areálu sportu a rekreace je také fotbalový stadion (750 míst) a tenisové kurty. V roce 2002 byla otevřena Západní nemocnice, Centrum Kultury s kinem, hudebním klubem, kuželníkem a sídlem místního rádia Bogoria.

## Turistické cíle

### Památky
Podle seznamu kulturních památek:
- Barokní farní kostel sv. Anny, náměstí Zikmunda Starého, ze 17.-19. století, s kaplí Svatého Kříže a márnicí na zrušeném hřbitově
- Židovský hřbitov s bránou
- Fokusalova vila, z let 1845-1846, adaptována z prvního železničního nádraží
- Vily Milusinova (1884), Kaprysova s hospodářským stavením a stájemi, Kniazievů a Radogoszcz, z přelomu 19. a 20. století:
- Skarbkův palác s dvorem a parkem, Jordanowice, 18. století
- Haberleho vila, 1897, 1910-12, zanedbaná
- Dřevěný kostel Proměnění Páně v Żukowě, ze 17. století
- Habrová alej – přírodní památka

### Pomníky
- Pomník malíře Józefa Chełmońského, (1867-1914)
- Pomník Svobody
- Obelisk na paměť Leopolda Okulického
- Pamětní deska s myšlenkami Jana Pavla II.

### Muzea
- Regionální muzeum PTTK
- Archeologická lokalita Szwedzkie Góry v Chlebni nad řekou Mrownou.

## Kultura a média
- Centrum Kultury Gminy Grodzisk Mazowiecki,
- Rádio Bogoria (94,5 FM), místní noviny: Grodziskie Pismo Społeczno-Kulturalne „Bogoria“, Gazeta Grodziska,
- informační portály: www.grodzio.pl, www.obiektyw.info, www.infogrodzisk.pl

## Sport
- Fotbalový klub „Pogoń“, založený v roce 1922, hraje 4. ligu; druhý klub  Lks Chlebnia.
- Ping-pongový klub Bogoria Grodzisk Mazowiecki (před rokem 2006 - Tur Jaktorów), Mistr družstev Polska v letech 2008, 2009 i 2010, vítěz Poháru Polska 2008, 2009, individuální tituly Mistrů Polska mužů i juniorů
- Každoroční mezinárodní tenisový turnaj žen kategorie ITF 140 se koná v srpnu.

## Osobnosti

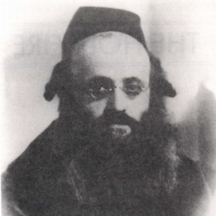
Kelman Szapiro

- Tadeusz Baird (1928–1981), hudební skladatel
- Hanna Malewska (1911–1983), spisovatelka a publicistka
- Kelman Szapiro (Kalonymus Kálmán Shapira) (1889–1943), rabín varšavského ghetta
- Bronisław Chajęcki (1902–1953), pedagog, vedoucí skautského oddílu, voják polské armády, místoprezident Varšavy
- Janusz Krupski (1951–2010), polský historik, aktivista demokratické opozice v období Polské lidové republiky (1952–1989), vedoucí Úřadu válečných veteránů a osob pronásledovaných
- Leonid Teliga (1917–1970), námořník, letec, spisovatel